# Tunel Somport
Tunel Somport – tunel drogowy znajdujący się na granicy Hiszpanii i Francji, położony w Pirenejach Środkowych, łączący hiszpańską dolinę leżącą w Aragonii z położoną po stronie francuskiej doliną Aspe (fr. La Vallée d'Aspe). Ma długość 8 608 metrów, z czego 5 759 metrów leży po stronie hiszpańskiej, a 2 849 metrów po stronie francuskiej. To najdłuższy tunel drogowy w Hiszpanii. Zbudowany został na mocy umowy międzynarodowej podpisanej przez oba państwa w 1994 i 2002 roku. Otwarto go w dniu 18 stycznia 2003. Jest częścią europejskiej trasy E7. Do tunelu dochodzą:
- droga N134 po stronie francuskiej
- droga N-330 po stronie hiszpańskiej